# NGC 7248
NGC 7248 (również PGC 68485 lub UGC 11972) – galaktyka soczewkowata (S0), znajdująca się w gwiazdozbiorze Jaszczurki. Odkrył ją William Herschel 8 listopada 1790 roku.